# Landkreis Sächsische Schweiz
Landkreis Sächsische Schweiz is een voormalig Landkreis in de Duitse deelstaat Saksen. Het had een oppervlakte van 887,93 km² en een inwoneraantal van 137.010 (31 december 2007).

## Geschiedenis
Bij de herindeling van Saksen in 2008 is het Sächsische Schweiz samen met het voormalige Landkreis Weißeritzkreis opgegaan in het nieuwe Landkreis Sächsische Schweiz-Osterzgebirge.

## Steden en gemeenten
De volgende steden en gemeenten lagen in de Landkreis (stand 31 juli 2007):
| Steden | Gemeenten |
| --- | --- |
| 1. Bad Gottleuba-Berggießhübel 2. Bad Schandau 3. Dohna 4. Heidenau 5. Hohnstein 6. Königstein 7. Liebstadt 8. Neustadt i. Sa. 9. Pirna 10. Sebnitz 11. Stolpen 12. Stadt Wehlen | 1. Bahretal 2. Dohma 3. Dürrröhrsdorf-Dittersbach 4. Gohrisch 5. Kirnitzschtal 6. Lohmen 7. Müglitztal 8. Porschdorf 9. Rathen 10. Rathmannsdorf 11. Reinhardtsdorf-Schöna 12. Rosenthal-Bielatal 13. Struppen |

Sächsische Schweiz kende 7 zogenaamde Verwaltungsgemeinschaften. Deze zijn vergelijkbaar met de Nederlandse kaderwetgebieden. Echter de Duitse instantie heeft andere taken dan een Nederlands kaderwetgebied. De Verwaltungsgemeinschaften zijn:
- Verwaltungsgemeinschaft Bad Gottleuba-Berggießhübel (Bad Gottleuba-Berggießhübel, Bahretal, Liebstadt)
- Verwaltungsgemeinschaft Bad Schandau (Bad Schandau, Porschdorf, Rathmannsdorf, Reinhardtsdorf-Schöna)
- Verwaltungsgemeinschaft Dohna-Müglitztal (Dohna, Müglitztal)
- Verwaltungsgemeinschaft Königstein/Sächs. Schweiz (Gohrisch, Königstein/Sächs. Schw., Rathen, Rosenthal-Bielatal, Struppen)
- Verwaltungsgemeinschaft Lohmen/Stadt Wehlen (Lohmen, Stadt Wehlen)
- Verwaltungsgemeinschaft Pirna (Dohma, Pirna)
- Verwaltungsgemeinschaft Sebnitz (Kirnitzschtal, Sebnitz)